# 高瀬遺跡
高瀬遺跡（たかせいせき）は、富山県南砺市高瀬にある遺跡。1972年（昭和47年）3月22日、国の史跡に指定された。

## 概要
1970年（昭和45年）富山県西南部、八乙女山山麓に展開する砺波平野の複合扇状台地の高瀬地区で、水田整備事業中に発見された床張りの掘立柱建物の遺構を中心とする遺跡で、翌1971年（昭和46年）に発掘調査を行った。時代は出土品等からして平安初期と推定される。建物遺構は5間×4間の一辺10m前後のものをあわせ3棟が確認され、土師器・須恵器坏片や木簡・大型坏蓋硯・浄瓶・漆器・曲物のほか多数の木製器具・瓦塔を出土した。建物周囲の打込み板列や雨落溝などからして、官衙風建物であったことはほぼ確実である。なお中心の建物群を囲むように蛇行した小川（曲水）がある。さらにこの地点より300m東に集落址が検出された。この建物群を東大寺の杵名蛭庄の荘家とは認定できなかったが、少なくとも当時の荘家の実態を多用的に考察しうる貴重な遺跡である。
1973年（昭和48年）より1974年（昭和49年）にかけて遺跡後は史跡公園として整備された。その際小川（曲水）に沿って約4万株のハナショウブが植えられ、毎年6月には「高瀬遺跡菖蒲まつり」が開催されている。

## 南砺市埋蔵文化財センター
高瀬遺跡（史跡公園）内に建つ高瀬遺跡より発掘された文化財等を保存紹介する施設（埋蔵文化財センター）である。建物は1976年（昭和51年）に「井波歴史民俗資料館」として開館した鉄筋コンクリート造りの3階建てで、井波町など周辺町村が合併し2004年（平成16年）南砺市になったあとに、耐震補強を含む全面改修を2年掛けて行い、2015年（平成27年）5月1日に「南砺市埋蔵文化財センター」としてリニューアルオープンした。
施設内では高瀬遺跡および南砺市市内の遺跡からの出土品の保存と展示紹介および、南砺市の民俗史料などの紹介も行っている。入場無料。